# Уэль, Жан-Пьер
Жан-Пьер Луи Лоран Уэль (фр. Jean-Pierre-Louis-Laurent Houël; 28 июня 1735[…], Руан — 14 ноября 1813[…], Париж) — французский художник: рисовальщик, гравёр и писатель.

## Биография
Родился в 1735 году в Руане (Нормандия) в семье преуспевающего ремесленника, владельца мастерской. Художественное образование получил в родном городе, в Высшей школе искусств и ремёсел Руана. Был известен преимущественно своими рисунками и гравюрами. В 1758 году Уэль опубликовал сборник пейзажных гравюр, а в 1768 году выполнил шесть видов загородного поместья герцога Шуазёля. Рисунки понравились заказчику, и в следующем году, благодаря поддержке влиятельных покровителей, художник смог отправиться в Рим. В Риме Уэль создал целый ряд рисунков гуашью, которые в дальнейшем выставлял в Парижском салоне.
В 1776—1779 года художник путешествовал по Южной Италии (включая Сицилию), побывал на Мальте. По возвращении во Францию издал свои подробные путевые заметки в четырёх томах с большим количеством собственных иллюстраций. Чтобы профинансировать печать этого труда, Уэль продал оригиналы своих рисунков на аукционе в Париже в 1780 году. Король Франции Людовик XVI через своих представителей приобрёл 46 рисунков, а российская императрица Екатерина II — более 500, из которых около 250 до настоящего времени хранятся в собрании Государственного Эрмитажа в Санкт-Петербурге.
В дальнейшем Уэля увлекло сочинение популярных книг по зоологии со своими иллюстрациями. Он успел опубликовать две книги о слонах. В 1813 году художник скончался в Париже.
Творческое наследие Уэля включает в себя несколько сотен работ, среди которых много гравюр и рисунков акварелью и гуашью, изображающих различные места во Франции и Италии, животных, исторические сцены.

## Галерея

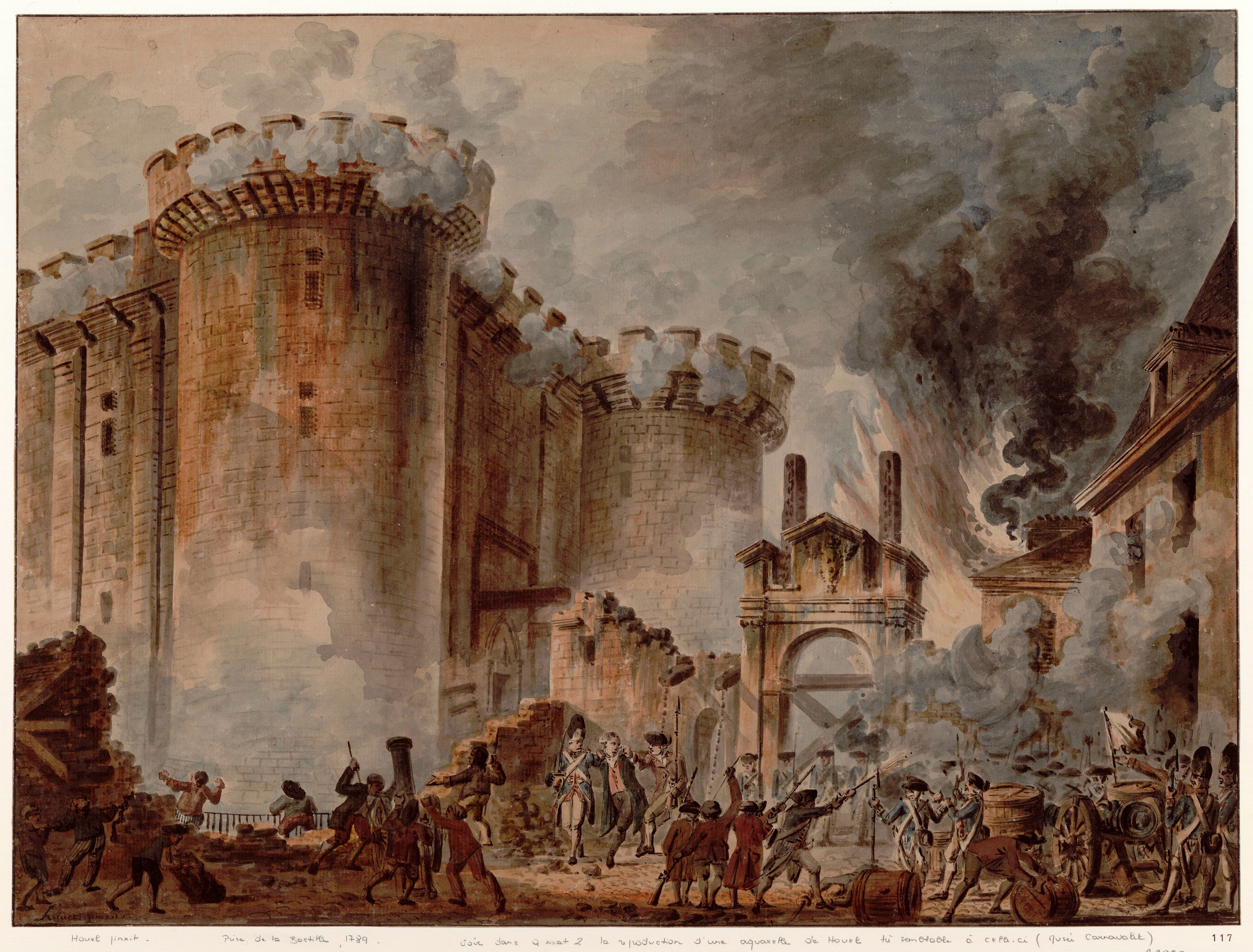
Взятие Бастилии
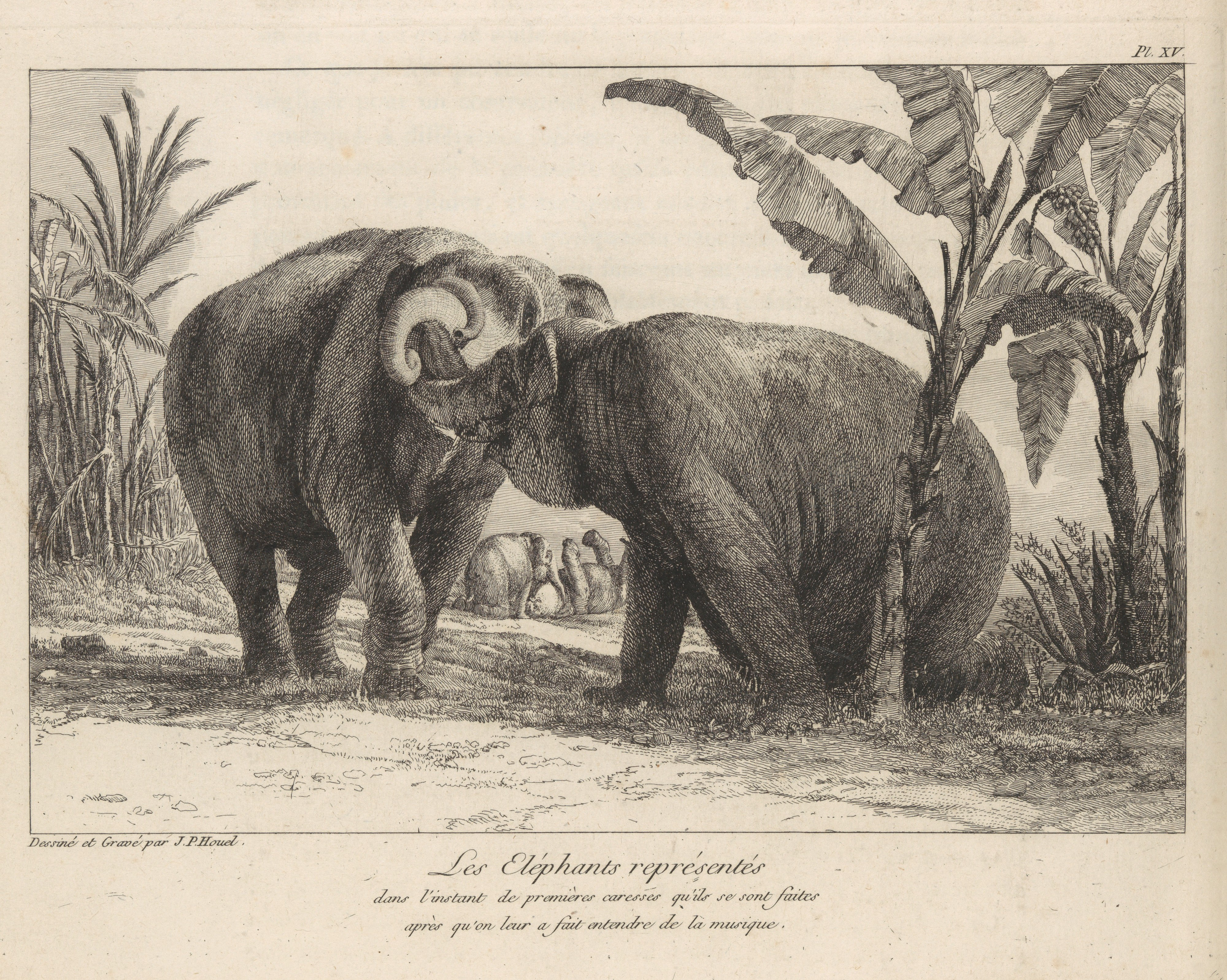
Слоны
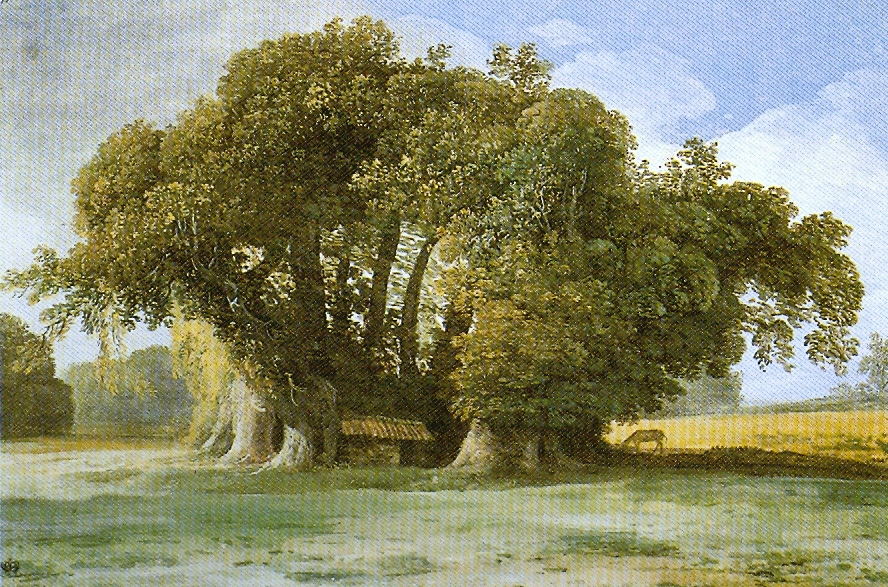
Гигантское каштановое дерево (Каштан сотни лошадей) неподалёку от вулкана Этна (Сицилия)
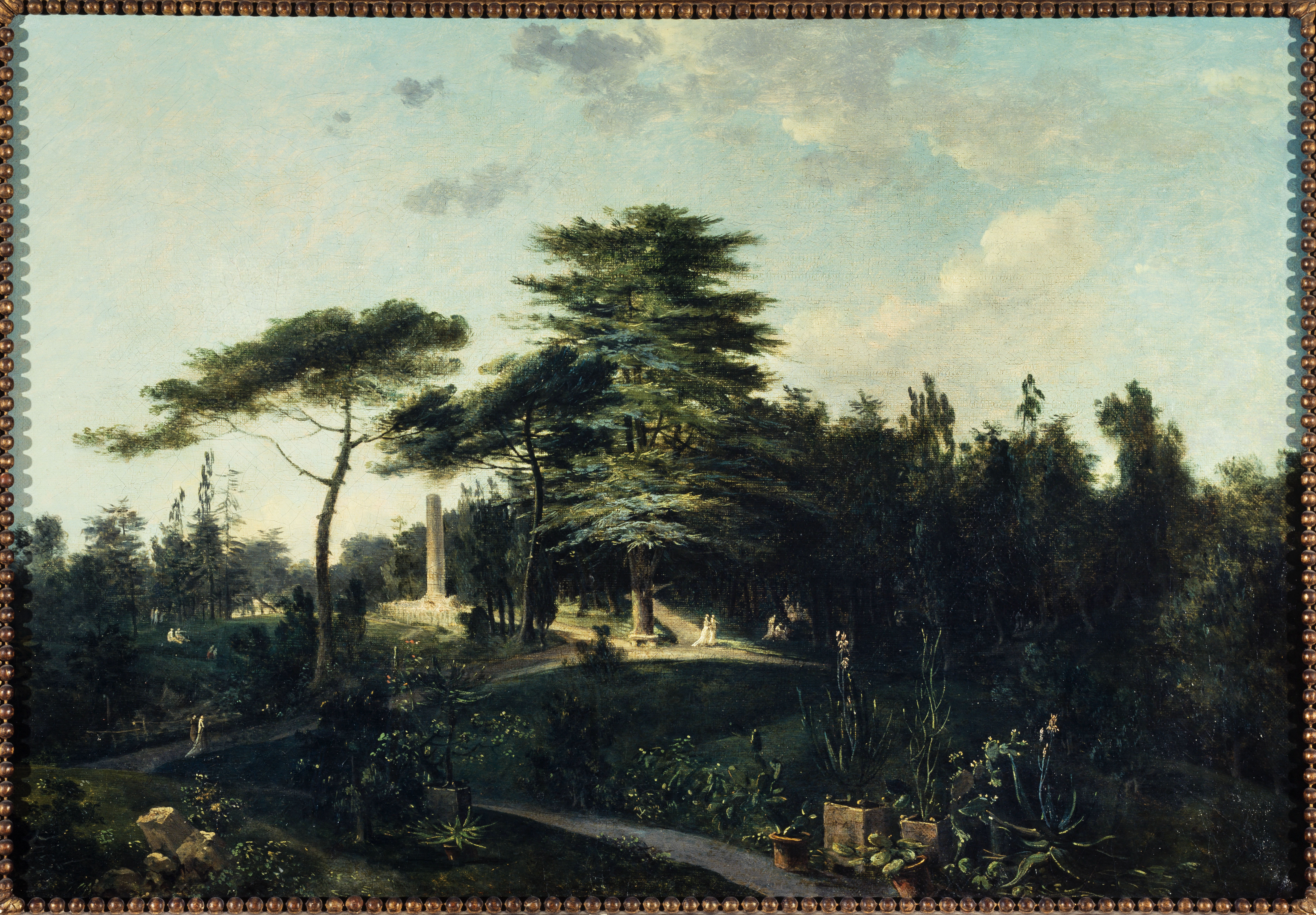
Ливанский кедр в парижском ботаническом саду
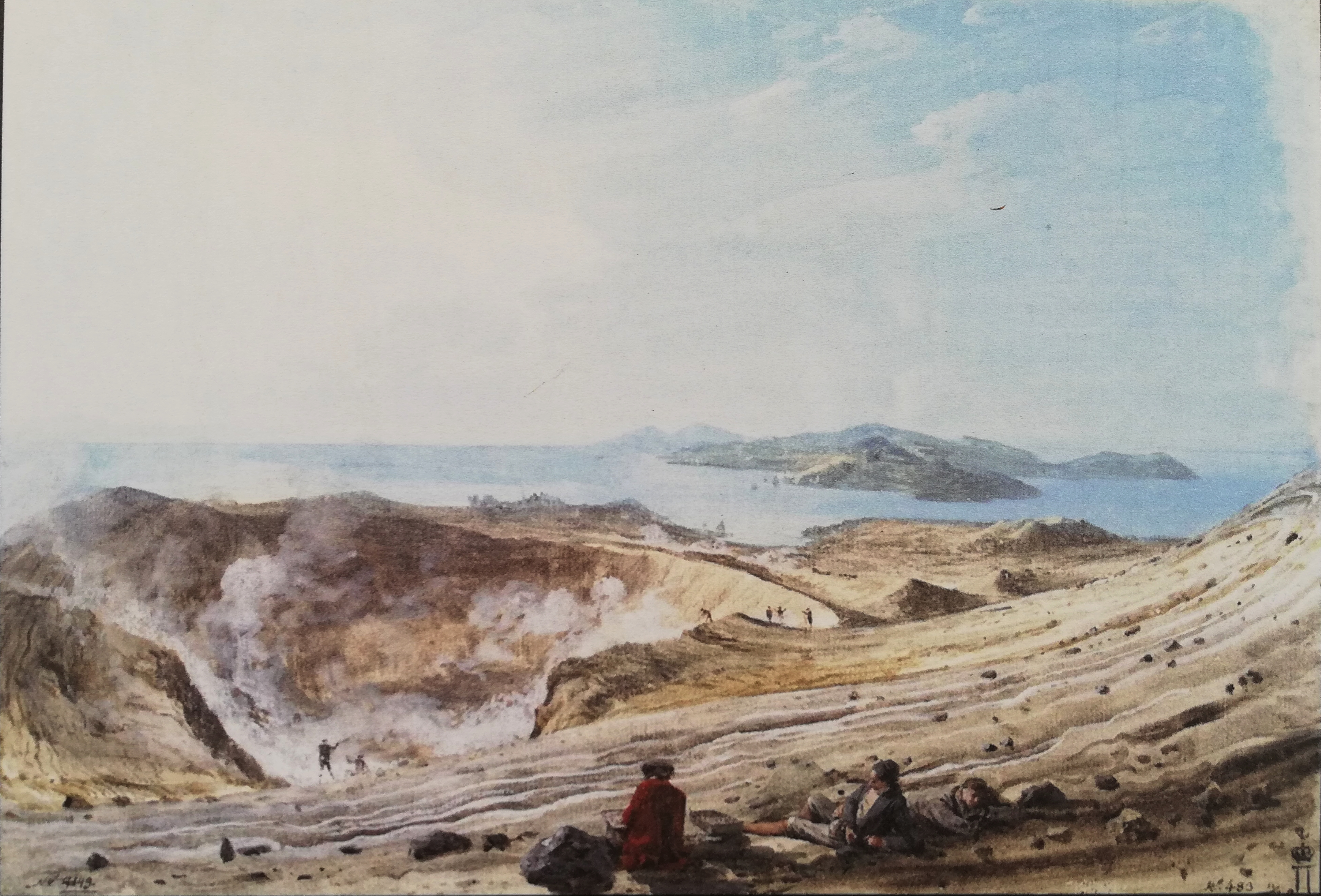
Вид на кратер вулкана (Этна или Липари)
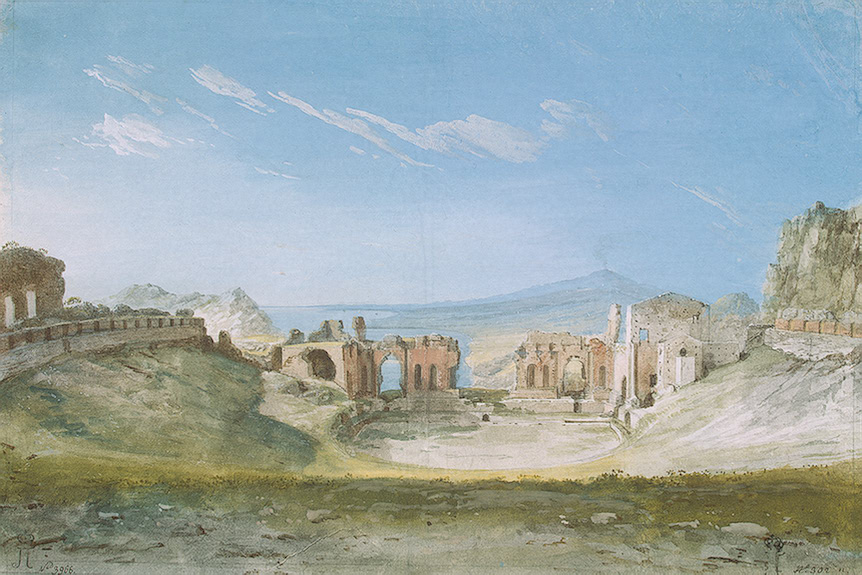
Греческий театр в Таормине
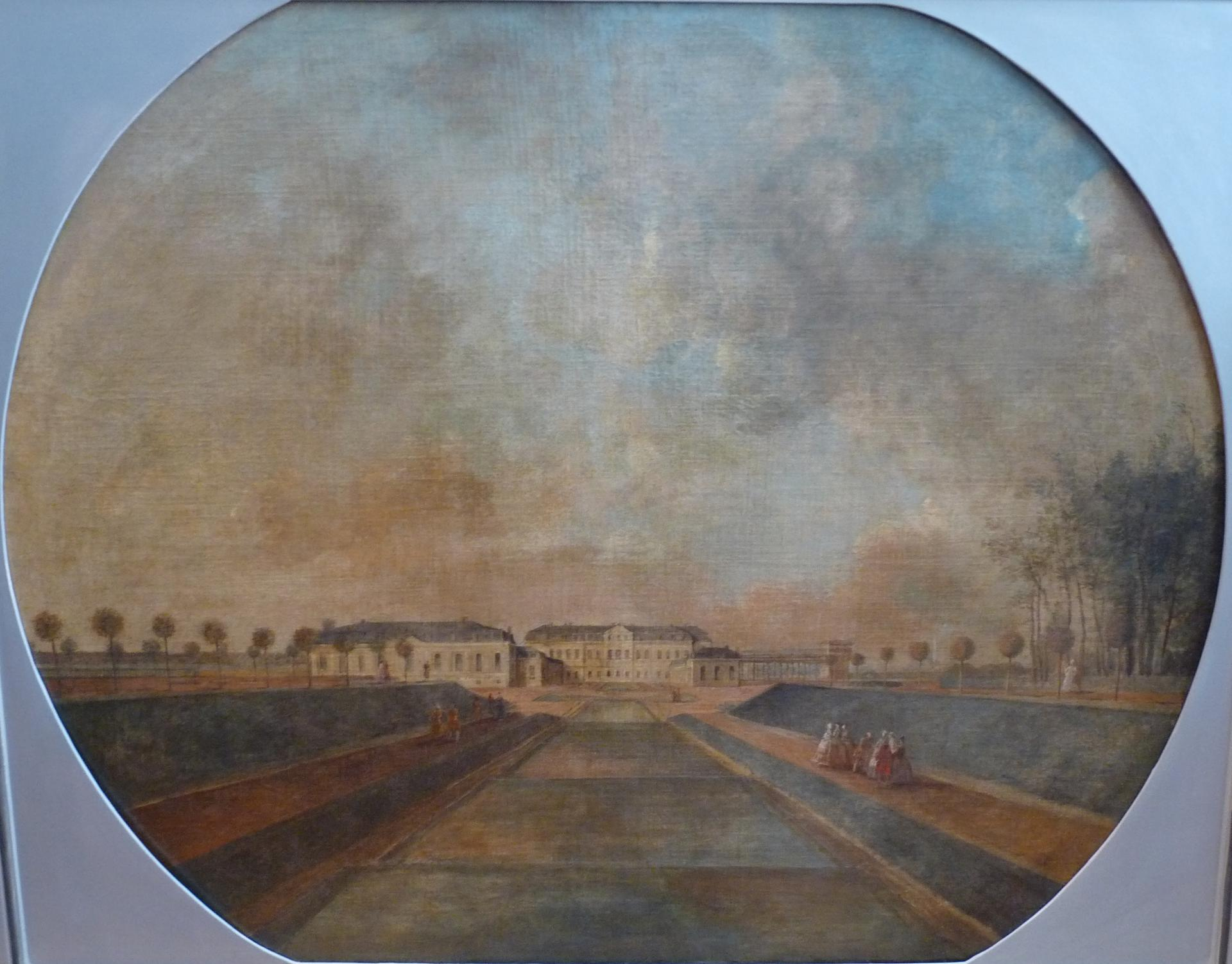
Вид на поместье герцога Шуазёля